# 大場竹次郎
大場 竹次郎（おおば たけじろう、1865年10月4日（慶応元年8月15日）- 1932年（昭和7年）12月15日）は、明治から大正期の政治家。衆議院議員。

## 経歴
美濃国安八郡、のちの岐阜県安八郡南平野村（現大垣市、神戸町）で生まれる。滋賀県師範学校を卒業し、小学校訓導を務めた。一年志願兵として陸軍に入隊し、歩兵少尉に任官し日清戦争に従軍して歩兵中尉に進んだ。日露戦争に参戦し歩兵大尉に進み、中隊長として旅順攻囲戦に従軍した。
政界では安八郡会議員、岐阜県農会議員、岐阜県会議員、同参事会員、大垣輪中水害予防組合議員などを務め、地主と小作人間の調整、農村改良などに尽力した。1915年（大正4年）3月、第12回衆議院議員総選挙に岐阜県郡部から立憲同志会所属で出馬して当選し、その後憲政会に所属し衆議院議員に1期在任した。この間、衆議院決算委員などを務めた。1917年（大正6年）4月、第13回総選挙に岐阜県郡部から無所属で立候補したが落選した。